# Магрудер, Джон Бови
Джон Бови Магрудер (англ. John Bowie Magruder; 24 ноября 1839 — 5 июля 1863) — американский учитель, кадет Вирджинского военного института и полковник армии Конфедерации во время Гражданской войны в США. Командовал 57-м Вирджинским пехотным полком, был тяжело ранен под Геттисбергом, когда вёл полк в наступление во время атаки Пикетта и скончался через два дня.

## Ранние годы
Джон Бови магрудер родился в 1839 году в Скотсвилле, округ Албемарл (Вирджиния), в семье Бенжамина Генри Магрудера (1808 - 1885) и Марии Луизы Майнор. До войны он некоторое время работал учителем в Калпепере. В 1856 0 1860 годах окончил Албемарлскую военную академию и Вирджинский университет. 14 мая 1861 года он поступил в Вирджинский военный Институт, но уже 13 июня покинул его и вступил в армию.

## Гражданская война
Магрудер сформировал роту "Rivanna Guards", которая была включена в 57-й Вирджинский пехотный полк как рота «Н». 22 июля его рота была принята в армию Конфедерации, а сам он стал капитаном роты. В ноябре 1861 - январе 1862 Магрудер находился на службе в военном трибунале. 31 октября 1862 года он получил звание подполковника. 12 января 1863 года он получил звание полковника и возглавил 57-й Вирджинский пехотный полк.
Магрудер командовал полком во время Геттисбергской кампании. Его полк числился в составе бригады Льюиса Армистеда (Считается, что именно Магрудер дал Армистеду прозвище "Ло"). 3 июля 1863 года во время сражения при Геттисберге бригада Армистеда была задействована для атаки Пикетта, где штурмовала позиции федеральной бригады Уэбба, занявший оборону за каменной стеной. Полковник Магрудер одним из первых подошёл к стене примерно в том месте, где стояла батарея Алонцо Кашинга. Он бросился к орудиям с криком "Они наши!" и в этот момент получит тяжелое ранение. Магрудер был ранен двумя пулями, найден живым на поле боя 4 июля и доставлен в федеральный госпиталь (госпиталь II или XII корпуса) в Геттисберге. Там он умер 5 июля 1863 года.
Некоторые комментаторы полагают, что если бы Магрудер выжил, он несомненно стал бы бригадным генералом после гибели Армистеда.
Тело Магрудера было погребено на территории фермы Джекоба Шварца (или Джорджа Башмана) у реки Рок-Крик. В октябре 1863 года оно было перезахоронено при содействии общества Epsilon Alpha Fraternity: его переместили на территорию фамильной фермы Гленмор в 7 милях от Шарлоттсвилла. Существует так же кенотаф в Шарлоттсвилле, на кладбище Маплвуд-Семетери.
Архив писем Магрудера опубликован в 2003 году.